# NGC 6885
NGC 6885 је расејано звездано јато у сазвежђу Лисица које се налази на NGC листи објеката дубоког неба.
Деклинација објекта је + 26° 29' 0" а ректасцензија 20h 11m 58,0s. Привидна величина (магнитуда) објекта NGC 6885 износи 8,1. NGC 6885 је још познат и под ознакама NGC 6882, OCL 132, with 20 Vul.